# Centralteatret
Centralteatret (en català: teatre central) és un teatre a Akersgata al centre de la ciutat d'Oslo, Noruega.
El Centralteatret va ser establert per l'equip d'actuació format per Johan Fahlstrøm i Alma Fahlstrøm (que eren marit i muller) el 1897. El teatre era especialment conegut per un repertori del gènere lleuger que inclou comèdia, revistes i operetes, però també clàssics (com Ibsen) i el nou drama noruec.
Des de 1902, Harald Otto (1865–1928) va ser el director i propietari del teatre. El seu fill, Reidar Otto (1890–1959) el va dirigir posteriorment, mentre que el seu fill, Harald Otto, es va incorporar com a gerent el 1938. Membres de la família Otto van dirigir el teatre fins al 1959.
Des de 1959 el local s'utilitza en part com a estudi de televisió. El teatre central està ara reformat. La sala té 387 places. Centralteatret és el teatre més antic de Noruega en funcionament.